# 谷合正明
谷合 正明（たにあい まさあき、1973年〈昭和48年〉4月27日 - ）は、日本の政治家。公明党所属の参議院議員（4期）。参議院法務委員長。公明党参議院会長、公明党広報委員長。現在は岡山県岡山市在住。

## 経歴
- 1973年4月27日 - 埼玉県新座市に生まれる。母親はフリージャーナリストで新座市議会議員を務めた谷合規子。
- 創価中学校・高等学校、京都大学農学部卒業。京都大学大学院農学研究科修士課程修了（農業経済学）。
- 京都大学大学院在学中、スウェーデン・ウプサラ大学経済学部へ1年間の交換留学。
- 大学院修了後は民間企業に入社するも、経営難による倒産でわずか8か月でリストラされ、失業給付を受けながらハローワークに通った[2]。
- 2000年1月 - 国際医療ボランティア団体AMDA職員として国際人道支援に従事。アンゴラ、アフガニスタン難民キャンプ、スリランカ、イラクなどで医療支援活動のプロジェクト・コーディネーターを務める。
- 2003年4月 - 公設国際貢献大学校上席研究員を務める。
- 2004年7月11日 - 第20回参議院議員通常選挙に公明党から全国比例区で立候補し初当選を果たす。当時最年少当選だった。
- 2007年9月 - 公明党青年局長に就任。2008年9月、退任。
- 2008年
  - 8月 - 福田康夫改造内閣において経済産業大臣政務官に就任。続く麻生内閣でも再任される。2009年9月、退任。
  - 9月 - 公明党青年委員長に就任。2013年9月、退任。　
  - 公明党中央幹事に就任。
- 2009年
  - 2月 - 公明党学生局長に就任。
  - 12月 - 公明党幹事長代理に就任。2010年10月、退任。
- 2010年
- 7月11日 - 第22回参議院議員通常選挙で再選。
  - 7月30日 - 参議院消費者問題に関する特別委員長に就任。2011年9月13日退任。
- 2013年9月 - 公明党青年委員長を退任。公明党青年委員会顧問に就任。
- 2014年9月 - 参議院総務委員長に就任。
- 2016年7月 - 第24回参議院議員通常選挙で3選。参議院国会対策委員長に就任。
- 2017年8月 - 第3次安倍第3次改造内閣において農林水産副大臣に就任。
- 2018年10月 - 参議院公明党政策審議会会長、公明党市民活動委員長に就任。2019年9月、退任。
- 2019年9月 - 公明党参議院幹事長、公明党国際委員長に就任。
- 2022年7月 - 第26回参議院議員通常選挙で4選。
- 2024年
  - 10月1日 - 公明党参議院会長に就任[3]。
  - 11月9日 - 公明党広報委員長に就任[4]。
- 2025年8月 - 参議院法務委員長に就任[5]。

## 政策・主張
- 選択的夫婦別姓制度導入に賛成している[6]。
- 受動喫煙防止を目的に飲食店などの建物内を原則禁煙とする健康増進法改正に反対。2016年の参院選に先駆けて行われた受動喫煙防止についての公開アンケートにおいて、レストランやバーを含む一般市民が出入りする場所は、2020年までに「罰則なしの分煙とするべきである」と回答している[7]。

## 現在の役職

### 公明党
- 広報委員長
- 参議院会長
- 国際委員会委員長
- 岡山県本部代表
- 中国方面副本部長
- 四国方面副本部長
- 農林水産部会長
- SDGs推進委員会座長
- 性的指向と性自認に関するプロジェクトチーム座長
- 難民政策プロジェクトチーム座長
- 核廃絶推進委員会事務局長
- 自殺防止対策プロジェクトチーム座長
- 原爆被害者対策委員会顧問
- 野生動物被害対策プロジェクトチーム副座長

### 参議院
令和6年11月11日現在
- 法務委員会委員
- 国家基本政策委員会委員
- 憲法審査会委員

## 過去の役職

### 公明党
- 中央幹事
- 幹事長代理
- 参議院幹事長[8]
- 青年委員長
- 参議院政策審議会会長
- 参議院国会対策委員長

### 内閣
- 経済産業大臣政務官（福田康夫改造内閣・麻生内閣）
- 農林水産副大臣（第3次安倍第3次改造内閣・第4次安倍内閣）

### 参議院
- 農林水産委員会委員
- 政治倫理の確立及び選挙制度に関する特別委員会理事
- 情報監視審査会委員
- 予算委員会理事
- 議院運営委員会理事
- 内閣委員会委員
- 厚生労働委員会委員
- 北朝鮮による拉致問題等に関する特別委員会委員
- 憲法審査会委員
- 経済産業委員会委員
- 行政監視委員会委員
- 政府開発援助等に関する特別委員会委員・理事
- 東日本大震災復興特別委員会委員
- 国際経済・外交に関する調査会委員
- 我が国及び国際社会の平和安全法制に関する特別委員会委員
- 国の統治機構に関する調査会理事
- 総務委員会委員長
- 消費者問題に関する特別委員会委員長

## 所属議員連盟
- イクメン議員連盟（共同座長）
- 国際連帯税創設を求める議員連盟
- LGBTに関する課題を考える議員連盟（呼びかけ人・事務局長）[9]
- 朝鮮通信使交流議員の会

## 選挙歴
| 当落 | 選挙                     | 執行日         | 年齢 | 選挙区       | 政党   | 得票数     | 得票率 | 定数 | 得票順位 /候補者数 | 政党内比例順位 /政党当選者数 |
| ---- | ------------------------ | -------------- | ---- | ------------ | ------ | ---------- | ------ | ---- | ------------------ | ---------------------------- |
| 当   | 第20回参議院議員通常選挙 | 2004年07月11日 | 31   | 参議院比例区 | 公明党 | 83万5983票 | 10.21% | 48   | /                  | 3/8                          |
| 当   | 第22回参議院議員通常選挙 | 2010年07月11日 | 37   | 参議院比例区 | 公明党 | 54万4217票 | 7.12%  | 48   | /                  | 4/6                          |
| 当   | 第24回参議院議員通常選挙 | 2016年07月10日 | 43   | 参議院比例区 | 公明党 | 47万8175票 | 5.51%  | 48   | /                  | 5/7                          |
| 当   | 第26回参議院議員通常選挙 | 2022年07月10日 | 49   | 参議院比例区 | 公明党 | 35万1413票 | 5.68%  | 50   | /                  | 3/7                          |